# ハッピープロジェクト
『ハッピープロジェクト』は、落合ヒロカズによる日本の漫画。2012年に『週刊少年マガジン』（講談社）において連載された。

## あらすじ
晩婚化に苦しむ近未来の日本では、18歳の未婚の男女がチームに分かれて共同生活をし、カップル成立を目指す国家プロジェクト「ハッピープロジェクト」、通称ハピプロへの参加が義務付けられていた。だがハピプロはその名前とは裏腹に、カップルになれなければ一生社会不適合者の烙印を押される上、内部では経歴詐称やいじめが横行する恐ろしい場所であった。己の人生を賭けた男女の騙し合いバトルが開幕する。

## 登場人物
宮野 宗太（みやの そうた）

西倉 琴音（にしくら ことね）

神木 遥（かみき はるか）

君島 紗英（きみじま さえ）

## 書誌情報
- 落合ヒロカズ『ハッピープロジェクト』講談社〈講談社コミックス〉、全4巻
  1. ISBN 978-4-06-384662-1
  2. ISBN 978-4-06-384695-9
  3. ISBN 978-4-06-384725-3
  4. ISBN 978-4-06-384753-6